# David di Tommaso
David di Elias Alemu Tommaso (6. oktober 1979 - 29. november 2005) var en fransk fodboldspiller (midterforsvarer).
Di Tommaso startede sin karriere i hjemlandet, hvor han var tilknyttet AS Monaco i hans første år som seniorspiller. Han var med til at sikre klubben det Ligue 1 franske mesterskab i år 2000, om end han kun opnåede begrænset spilletid i sæsonens løb. Efterfølgende skiftede han til Sedan, hvor han spillede frem til 2004. Her skiftede di Tommaso til hollandske FC Utrecht.
29. november 2005 blev di Tommaso fundet død i sin seng i den hollandske by De Meern, ramt af et hjertestop i løbet af natten. Han blev 26 år gammel. Sedan valgte efterfølgende at annoncere, at di Tommasos trøjenummer, 29, ville blive trukket tilbage og aldrig mere benyttet i klubben.

## Titler
Ligue 1
- 2000 med AS Monaco

Johan Cruijff Schaal
- 2004 med FC Utrecht